# Asahi (Yamagata)
Asahi (朝日町?) è una cittadina giapponese della prefettura di Yamagata.